# Il cielo degli esclusi
Il cielo degli esclusi è il terzo album dei Legittimo Brigantaggio. L'album è prodotto dalla Cinico Disincanto ed è stato pubblicato il 2 maggio 2009.

## Tracce
1. Intro 0:17
2. Sudore e fiamme (Giuseppe Lestingi) 3:28
3. La leva infantile del '08 (Andrea Ruggiero) 4:33
4. Lo specchio del pastore (Testo: Gaetano Lestingi; Musica: Andrea Ruggiero) 3:14
5. Mi lamento (Testo: Giuseppe Lestingi, Fabio Valle; Musica: Giuseppe Lestingi) 3:48
6. Il gioco del mondo (Testo: Elisa Casseri; Musica: Andrea Ruggiero) 3:54
7. Velluto di pietra (Gaetano Lestingi) 3:47
8. Mannaggia a te (Gaetano Lestingi) 3:58
9. Canzone per Franco (Andrea Ruggiero) 4:26
10. Calderas (Giuseppe Lestingi) 3:18
11. Ad occhi chiusi (Gaetano Lestingi) 3:31

Al termine dell'ultimo brano, dopo un vuoto di quasi venti minuti, c'è una traccia fantasma. Canzone per Franco è dedicata a Franco Fosca.

## Musicisti
- Gaetano Lestingi: voce e chitarra
- Pino Lestingi: chitarra elettrica
- Davide Rossi: fisarmonica
- Andrea Ruggiero: violino
- Domenico Cicala: basso elettrico
- Cristiano Coraggio: batteria

### Collaborazioni
- Roberto Cola: cori in Sudore e fiamme e sintetizzatore in La leva infantile del '08
- Roberto Caetani: coro in Sudore e fiamme e Mannaggia a te
- Chiazzetta: cori in Sudore e fiamme e Mannaggia a te
- Sergio Maglietta (Bisca): voce in La leva infantile del '08
- Savino Bonito (Wogiagia): voce in La leva infantile del '08
- Roberto Napoletano (Riserva Moac): fisarmonica in La leva infantile del '08
- 'u Papadia: voce e tamburello in La leva infantile del '08
- Giulia Digianpasquale (Wogiagia): cori in Lo specchio del pastore e Mi lamento
- Luca Scirocco: trombone
- Paolo Enrico Archetti Maestri (Yo Yo Mundi): voce ne Il gioco del mondo
- Gianluca Bernardo (Rein): voce in Canzone per Franco
- Sante Rutigliano: chitarra in Calderas
- Betty Vezzani (Modena City Ramblers): voce in Ad occhi chiusi